# Polycentropus digitus
Polycentropus digitus är en nattsländeart som beskrevs av Yamamoto 1967. Polycentropus digitus ingår i släktet Polycentropus och familjen fångstnätnattsländor. Inga underarter finns listade i Catalogue of Life.